# Alfonso Capecelatro di Castelpagano
Alfonso Capecelatro (Marselha , 5 de fevereiro de 1824 - 14 de novembro de 1912) foi um arcebispo italiano de Cápua, escritor eclesiástico, bibliotecário do Vaticano e cardeal .

## Vida
Ele era descendente da família dos duques de Castelpagano. Seu pai serviu sob o general Murat, adotou os princípios políticos do período napoleônico e voluntariamente se exilou em Malta e Marselha, quando Fernando de Nápoles, após sua restauração pelo Congresso de Laibach, iniciou a repressão do liberalismo político.
A família retornou à Itália em 1826 e a Nápoles em 1830. Aos dezesseis anos, Alfonso entrou no Oratório de São Felipe Neri, em Nápoles. Ordenado sacerdote em 1847, dedicou-se ao confessionário, à pregação e a diversos empreendimentos caritativos, mas também aos estudos eclesiásticos, dando especial atenção à história eclesiástica. Ele foi particularmente atraído por Pedro Damião, Catarina de Siena, Filipe Néri e Afonso de Ligório, cujas biografias ele escreveu.
Ele atacou a "Vida de Cristo" de Ernest Renan , depois circulou amplamente na Itália, e depois publicou uma "Vida de Jesus Cristo". Ele dedicou três volumes a uma exposição da doutrina católica e dois às virtudes cristãs, e publicou vários volumes de sermões.
Enquanto isso, ele mantinha relações pessoais com várias pessoas, particularmente padres e religiosos em Nápoles, entre eles o franciscano Ludovico da Casoria, cuja biografia ele escreveu, e dois sacerdotes, Persico e Casanova, com quem ele freqüentemente discutia métodos de instrução catequética. Ele se correspondia com outros católicos liberais, entre eles Manzoni , Cesare Cantu , Dupanloup e Montalembert. O Papa Leão XIII o convocou a Roma, junto com Luigi Tosti, e fez dele bibliotecário assistente, desejando assim não apenas honrar um homem instruído, mas também fazer uso dele para o trabalho de reconciliação que ocupou sua mente até 1887.
Em 1880, Capecelatro foi nomeado Arcebispo de Cápua. Lá ele passou sua vida na administração de sua diocese, trabalhos literários e obras de caridade. Ele foi feito cardeal por Leão XIII em 1885. Ele recebeu alguns votos no Conclave de 1903.
Nas cartas pastorais e outras obras menores publicadas nos últimos anos de sua vida, ele trata das grandes questões dos tempos modernos, especialmente aquelas relacionadas à vida pública na Itália. Ele teve pouca influência na política eclesiástica e, no final, foi dominado pelo curso dos acontecimentos da crise modernista na Igreja Católica.

## Link Externo
- (em inglês) Biografia sul sito Cardinals di Salvador Miranda
- Cheney, David M. «{{{1}}}» (em inglês). Catholic-Hierarchy.org